# Ulrich Hussong
Ulrich Hussong (* 1953 in Hamburg) ist ein deutscher Historiker und Archivar.
Ulrich Hussong studierte von 1971 bis 1978 Geschichte, Politikwissenschaft und Philosophie an der Universität Marburg. Nach der Ersten und Zweiten Staatsprüfung für das Lehramt an Gymnasien wurde er mit einer Untersuchung zur Reichsabtei Fulda 1984 promoviert. Von 1984 bis 1986 machte er eine Ausbildung zum Archivar in Darmstadt, Koblenz und an der Archivschule Marburg. Danach war Hussong in den Jahren 1986/87 Leiter des Stadtarchivs in Duderstadt, von 1988 bis 2015 des Stadtarchivs von Marburg. Seine Arbeitsschwerpunkte sind die Geschichte der Stadt Marburg, Eichsfeld, Duderstadt, die Abtei Fulda im Mittelalter, Schriftgeschichte, Aktenkunde, Städtesiegel und -wappen, Historische Hilfswissenschaften sowie Wilhelm von Humboldt und Jacob Grimm.
Hussong ist Mitglied des geschäftsführenden Vorstands der Historischen Kommission für Hessen, die als wissenschaftliche Gesellschaft die Erforschung der Geschichte Hessens fördert und publiziert, und des Wissenschaftlichen Rats der Brüder Grimm-Gesellschaft e. V. (BGG) in Kassel.

## Schriften (Auswahl)
Monografien
- Studien zur Geschichte der Reichsabtei Fulda bis zur Jahrtausendwende. 2 Teile. In: Archiv für Diplomatik, Schriftgeschichte, Siegel- und Wappenkunde. Bd. 31, 1985, S. 1–225, doi:10.7788/afd-1985-jg02, und Bd. 32, 1986, S. 129–304, doi:10.7788/afd.1986.32.jg.129, (Zugleich: Marburg, Universität, phil. Dissertation, 1984).
- Die Ketzerbachüberwölbung. Zur Geschichte eines Marburger Stadtviertels im 19. Jahrhundert (= Marburger Stadtschriften zur Geschichte und Kultur. Bd. 25). Presseamt der Stadt Marburg, Marburg 1989, ISBN 3-923820-27-5.
- mit Eva-Marie Felschow: Italien im Bannkreis Napoleons. Die römischen Gesandtschaftsberichte Wilhelms von Humboldt an den Landgraf/Großherzog von Hessen-Darmstadt. 1803–1809 (= Arbeiten der Hessischen Historischen Kommission. NF. Bd. 4). Hrsg. von Eckhart G. Franz. Hessische Historische Kommission, Darmstadt 1989, ISBN 3-88443-022-X.
- Der Bismarckturm in Marburg (= Marburger Stadtschriften zur Geschichte und Kultur. Bd. 47). Magistrat der Stadt Marburg, Marburg 1993, ISBN 3-923820-47-X.
- Jacob Grimm und der Wiener Kongreß. Mit einem Anhang größtenteils unveröffentlichter Dokumente (= Schriften der Brüder-Grimm-Gesellschaft. NF. Bd. 33). Brüder-Grimm-Gesellschaft, Kassel 2002, ISBN 3-929633-76-0 (Rezension von Elmar Wadle bei Internetrezensionen abgerufen am 21. März 2009).
- Im Namen der heiligen Elisabeth. Nachleben und Jubiläumsfeiern in Marburg (= Marburger Stadtschriften zur Geschichte und Kultur. Bd. 87). Magistrat der Stadt Marburg, Marburg 2007, ISBN 978-3-923820-87-0.

Herausgeberschaften
- mit Thomas T. Müller: Johann Wolf, Historiker des Eichsfeldes. Landesgeschichtsschreibung um 1800 (= Beiträge aus den Archiven im Landkreis Eichsfeld. Bd. 3). Mecke, Duderstadt 2005, ISBN 3-936617-29-5.
- mit Karl Murk: Eine Stadt und ihr Fluss – Marburg an der Lahn (= Marburger Beiträge zur hessischen Geschichte. Bd. 21). Marburger Geschichtsverein, Marburg 2011, ISBN 978-3-9811890-2-5.